# زکریا کیانی
زکریا کیانی (عربی: زكرياء كياني؛ زادهٔ ۲۲ ژانویهٔ ۱۹۹۷ ‏(۲۸ سال)) بازیکن فوتبال اهل مراکش است که در باشگاه فوتبال الوداد کازابلانکا بازی می‌کند.